# DOSS
Sociedad Danesa de Software Libre (su abreviación en Danés/Inglés es DOSS - Dansk Open Source Selskab/Danish Open Source Society) trabaja para la promoción de Estándares Abiertos y Código Abierto. Su objetivo, crear resultados concretos, por medio del trabajo que realizan sus miembros. 
Como parte de su forma de trabajar con la promoción de Código Abierto, dicha sociedad está trabajando con un proyecto de desarrollo en Chinandega en el noreste de Nicaragua. Allí el Código Abierto se usa para mejorar la comunicación y enseñanza en varios pueblos. De esa manera DOSS contribuye a mejorar las condiciones de vida en un área específico del mundo.
Este proyecto piloto es un parte integral de la estrategia general de DOSS de promover Código Abierto y Estándares Abiertos.